# (786) Bredichina
(786) Bredichina ist ein Asteroid des Hauptgürtels, der am 20. April 1914 vom deutschen Astronomen Franz Kaiser in Heidelberg entdeckt wurde.
Der Asteroid wurde nach dem russischen Astronomen Fjodor Alexandrowitsch Bredichin benannt.